# Катун

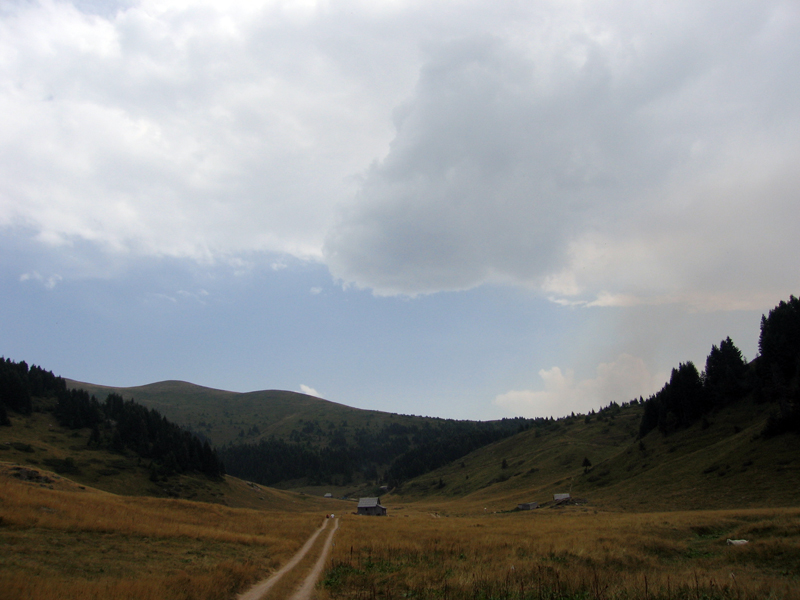
Катуни на полонині Біоградської гори в Чорногорії

Катун (алб. katun, чорн. катун) — поширена в Албанії, Чорногорії, Герцеговині та Хорватії назва тимчасових осель на гірських пасовиськах.
В давнину катунами іменували роди іллірійців і, відповідно, території, які вони займали. Родичі, які складали катун, мешкали поруч і все необхідне для себе виробляли самі, тож могли прожити на одному місці все життя і навіть не відвідати сусідньої гірської долини.
Після переселення на Балканан слов'янських племен назва катун збереглася за гірськими угіддями окремого роду, а з часом так стали іменувати тимчасові оселі на гірських полонинах, зведені з саморобного матеріалу, найчастіше із каменю, вкритого гілками та травою, дуже маленького розміру — лише для того, щоб укритиcя в разі негоди.